# Tylencholaimus minimus
Tylencholaimus minimus är en rundmaskart. Tylencholaimus minimus ingår i släktet Tylencholaimus, och familjen Tylencholaimidae. Arten är reproducerande i Sverige.